# Лодка в Живерни
«Лодка в Живерни» (фр. En norvégienne) — картина французского художника-импрессиониста Клода Моне, написанная им около 1887 года. На этой картине изображены три женщины в лодке, ловящие рыбу на реке Эпт в коммуне Живерни, где художник прожил 18 лет и создал более сотни полотен.
Картина некоторое время находилась в частной коллекции, в 1944 году была передана в Лувр, где находилась до 1986 года. В настоящее время картина находится в Музее Орсе в Париже.